# طائر التعريشة ماكجريجور
طائر التعريشة ماكجريجور (الاسم العلمي: Amblyornis macgregoriae)، نوع من طيور التعريشة متوسطة القد يصل طوله إلى 26 سم من غابات غينيا الجديدة الجبلية، حجمهُ تقريبًا بحجم السمنة الأمريكية الشمالية أو الشحرور. الذكر مزين بعرف برتقالي أصفر منتصب، مخفي جزئياً يظهر في عروض المغازلة. الأنثى غير مزينة تشبه الذكر، ولكن بدون عرف. وهي طيور مقلدة رائعة، وهي معروفة بتقليد الطيور الأخرى والخنازير والمياه المسرعة وحتى الكلام البشري.
يقوم الذكر متعدد الزوجات ببناء تعريشة تشبه البرج، وهي عبارة عن هيكل مغازلة متقن، مع عمود مركزي من الأغصان مُحاطة بصحن من الطحالب ذات الجدران المرتفعة التي يبلغ قطرها حوالي متر واحد. إنهُ يزين الأغصان بالورود والفواكه والحشرات وأشياء أخرى. يتكون نظامه الغذائي بشكل أساسي من الفواكه والحشرات.
عندما تقترب الأنثى من العريشة، يتبختر الذكر وتتصل، وتفتح عرفها لعرض لونها بالكامل. يُعتقد أن الذكور تخفي عرفها باستثناء العرض الجنسي لتقلل من تعرضها للحيوانات المفترسة.
منتشر وشائع في جميع أنحاء نطاقه، تم تقييم طائر تعريشة ماكجريجور على أنه أقل اهتمام في القائمة الحمراء للأنواع المهددة بالانقراض الاتحاد الدولي لحفظ الطبيعة.
تم تسمية طائر التعريشة ماكجريجور تكريمًا لـ "ليدي ماكجريجور"، زوجة السير ويليام ماكجريجور ، مدير غينيا الجديدة البريطانية خلال الفترة من 1888 إلى 1898. كان لقب السير ويليام في الأصل مكجريجور لكنه تبنى تهجئة ماكجريجور أثناء وجوده في غينيا الجديدة.

## روابط خارجية
- BirdLife Species Factsheet